# Aphodius pilifer
Aphodius pilifer is een keversoort uit de familie bladsprietkevers (Scarabaeidae). De wetenschappelijke naam van de soort is voor het eerst geldig gepubliceerd in 1934 door Paulian.